# Народная память (мемориальный комплекс)
Мемориальный комплекс «Halk hakydasy» («Народная память»)— мемориальный комплекс в честь почитания погибших в Геоктепинском сражении, войне 1941—1945 годов, а также поминовения жертв Ашхабадского землетрясения 1948 года. Монумент расположен в юго-западной части Ашхабада, недалеко от посёлка Бикрова.

## История
Строительство началось в сентябре 2012 года турецкой компанией Полимекс. 5 октября мемориальному комплексу было дано официальное название — «Halk hakydasy». Мемориальный комплекс был открыт 6 октября 2014 года в День памяти, при участии президента Туркменистана Гурбангулы Бердымухамедова.
9 мая 2020 года на площади перед мемориальным комплексом состоялся первый в истории независимого Туркменистана парад в честь 75-летней годовщины Победы в Великой Отечественной войне.

## Архитектурный ансамбль
Мемориальный комплекс занимает площадь 650 тысяч квадратных метров. Протяжённость — 916 метров, а ширина — 626 метров. Комплекс включает в себя памятник, воздвигнутый в честь Победы в Великой Отечественной войне 1941—1945 годов, а также монументы, увековечивающие память о героях, павших во время Геоктепинского сражения и жертвах Ашхабадского землетрясения 1948 года. Так же возведён музей, предусмотрено здание для проведения мусульманского обряда садака. Около монументов возведены фонтаны, разбиты газоны и цветники, проложены дорожки, установлены декоративные светильники и скамейки. В ночное время суток комплекс подсвечивается прожекторами.

### Памятник «Ruhy tagzym»
Памятник посвящён жертвам Ашхабадского землетрясения. Бронзовая скульптура высотой 10 метров, установлена на облицованном мрамором стилобате, возвышается над площадью на 24 метра. До 2012 года памятник, созданный по инициативе президента Сапармурата Ниязова в виде могучего быка, удерживающего на своих рогах расколотую Землю, располагался на центральной площади Ашхабада. В основу замысла монумента легла древняя легенда о фантастическом быке, держащем на своих рогах земную твердь. Тела погибших и женщина, последним отчаянным движением рук спасающая своего младенца, поднимая его над руинами города.

### Памятник «Baky şöhrat»

Памятник «Вечный огонь» на старом месте

На территории комплекса также представлен памятник павшим в Великую Отечественную войну 1941—1945 годов и в других советских сражениях. До этого в городе уже имелся «Вечный огонь», состоящий из четырёх 27-метровых стел олицетворяющих раскрывающейся цветок, который был открыт в 1970 году в честь 25-летия победы. В рамках реконструкции парка, вместо демонтированного старого памятника был возведён новый монумент, который имеет пять стел с основанием в виде восьмиконечной звезды.

### Памятник «Milletiň ogullary»

Памятник «Milletiň ogullary» на старом месте

Монумент, изображающий Мать и склонивших головы в поклоне сыновей. До 2014 года памятник располагался в центре Ашхабада.

### Музей «Watan mukaddesligi»
Музей имеет два отдела — «Ýer titreme muzeýi» и «Sowes muzeýi». В зале посвящённом памяти защитников Геоктепинской крепости, расположен макет крепости, подлинное холодное и огнестрельное оружие, одежда и военное снаряжение участников сражения, архивные документы и фотоматериалы, диорама Геоктепинского сражения. В зал посвящённом туркменам, павшим на фронтах Великой Отечественной войны 1941—1945 годов выставлена экспозиция с работами туркменских живописцев, графиков, скульпторов, керамиков. В отдельном экспозиционном зале реконструирована картина Ашхабадского землетрясения, представлены фотографии и экспонаты документальной хроники.